# El Triunfo (Beni)
El Triunfo (früher: Las Petas) ist eine Ortschaft im Departamento Beni  im südamerikanischen Anden-Staat Bolivien.

## Lage im Nahraum
El Triunfo ist eine Ortschaft im Municipio Santa Rosa in der Provinz Ballivián. Der Ort liegt auf einer Höhe von 169 m am rechten Ufer des Río Tapado, der hier in nordöstlicher Richtung fließt. Nur wenige Kilometer von El Triunfo entfernt in westlicher und östlicher Richtung findet sich eine Reihe von Seen, deren größter mit 155 Quadratkilometern der Rogagua-See ist, ein beliebtes Ausflugsziel für Touristen der Region.

## Geographie
El Triunfo liegt im bolivianischen Teil des Amazonasbeckens östlich der Gebirgsketten des Landes in einem ganzjährig humiden Klima.
Die Jahresdurchschnittstemperatur der Region liegt bei 26 °C (siehe Klimadiagramm Rurrenabaque) und schwankt nur unwesentlich zwischen 23 °C im Juni und Juli und gut 27 °C von Oktober bis Dezember. Der Jahresniederschlag beträgt knapp 2000 mm, mit einer ausgeprägten Regenzeit von Dezember bis März mit 200 bis 300 mm Monatsniederschlag und niedrigsten Monatswerten knapp unter 100 mm von Juli bis September.

## Verkehrsnetz
Südöstlich von El Triunfo und 506 Straßenkilometer entfernt liegt Trinidad, die Hauptstadt des Departamentos.
Von Trinidad aus führt die weitgehend unbefestigte Nationalstraße Ruta 3 in südwestlicher Richtung über San Ignacio de Moxos und San Borja nach Yucumo. Von dort aus führt die Ruta 8 über 99 Kilometer nach Nordwesten bis Rurrenabaque, von dort weiter in nordöstlicher Richtung noch einmal 97 Kilometer über Reyes nach Santa Rosa de Yacuma. Von dort sind es noch einmal 29 Kilometer in nordöstlicher Richtung bis El Triunfo.
In ihrer Verlängerung erreicht die Straße nach weiteren 470 Kilometern im nordöstlichen Landesteil die Stadt Guayaramerín am Río Mamoré an der Grenze zu Brasilien.

## Bevölkerung
Die Einwohnerzahl der Ortschaft ist in den vergangenen beiden Jahrzehnten auf fast das Dreifache angestiegen:
| Jahr | Einwohner | Quelle       |
| ---- | --------- | ------------ |
| 1992 | 174       | Volkszählung |
| 2001 | 300       | Volkszählung |
| 2012 | 454       | Volkszählung |
| 2024 |           | Volkszählung |